# Reardan (Washington)
Reardan ist eine Kleinstadt (Town) im Lincoln County im Bundesstaat Washington in den Vereinigten Staaten. Das U.S. Census Bureau hat bei der Volkszählung 2020 eine Einwohnerzahl von 637 ermittelt.

## Geschichte
Gegründet 1882 und parzelliert 1889, wurde Reardan nach dem Ingenieur der Central Washington Railroad C. F. Reardan benannt. Die Stadt wurde am 14. April 1903 offiziell als Gebietskörperschaft anerkannt.
Die in der Stadt beheimateten Grund-/ Mittel- und Oberschulen (Highschool) gehören zum Reardan-Edwall School District, der mehr als 930 km² in den Counties Lincoln und Spokane abdeckt. Der sumpfige Norden der Stadt, Audubon Lake genannt, ist unter Ornithologen als wichtiger Rastplatz auf den Zugwegen im Pazifischen Nordwesten bekannt und bietet öffentliche Einrichtungen für die Beobachtungen. Eine Kolonie der Hutterer siedelte sich 1961 in dem Gebiet an.
Seit über fünfzig Jahren werden die Mule Days am ersten Samstag im Juni veranstaltet; sie bieten eine Kiddie Parade, eine Main Parade, Unterhaltung und Spiele für Kinder im Park, ein Basketball-Turnier vor der Highschool, Lebensmittel- und Handwerkerstände im Park, ein von der Gemeinde veranstaltetes Community BBQ, einen Biergarten und den Mule Days Dance.

## Geographie
Nach dem United States Census Bureau nimmt die Stadt eine Gesamtfläche von 1,29 Quadratkilometern ein, worunter 1,27 km² Land- und der Rest Wasserflächen sind.

## Demographie

### Census 2000
Nach der Volkszählung von 2000 gab es in Reardan 608 Einwohner, 227 Haushalte und 174 Familien. Die Bevölkerungsdichte betrug 499,5/ km². Es gab 242 Wohneinheiten bei einer mittleren Dichte von 198,8 pro km².
Die Bevölkerung bestand zu 93,91 % aus Weißen, zu 0,16 % aus Afroamerikanern, zu 2,3 % aus Indianern, zu 0,66 % aus Pazifik-Insulanern, zu 0,16 % aus anderen „Rassen“ und zu 2,8 % aus zwei oder mehr „Rassen“. Hispanics oder Latinos „jeglicher Rasse“ bildeten 1,32 % der Bevölkerung.
Von den 227 Haushalten beherbergten 33,9 % Kinder unter 18 Jahren, 59,5 % wurden von zusammen lebenden verheirateten Paaren, 11,9 % von alleinerziehenden Müttern geführt; 23,3 % waren Nicht-Familien. 21,6 % der Haushalte waren Singles und 6,2 % waren alleinstehende über 65-jährige Personen. Die durchschnittliche Haushaltsgröße betrug 2,68 und die durchschnittliche Familiengröße 3,06 Personen.
Der Median des Alters in der Stadt betrug 37 Jahre. 28,9 % der Einwohner waren unter 18, 8,1 % zwischen 18 und 24, 24,7 % zwischen 25 und 44, 26,6 % zwischen 45 und 64 und 11,7 65 Jahre oder älter. Auf 100 Frauen kamen 101,3 Männer, bei den über 18-Jährigen waren es 92,9 Männer auf 100 Frauen.
Alle Angaben zum mittleren Einkommen beziehen sich auf den Median. Das mittlere Haushaltseinkommen betrug 38.750 US$, in den Familien waren es 44.167 US$. Männer hatten ein mittleres Einkommen von 32.279 US$ gegenüber 21.429 US$ bei Frauen. Das Pro-Kopf-Einkommen betrug 18.610 US$. Etwa 7,3 % der Familien und 7,4 % der Gesamtbevölkerung lebte unterhalb der Armutsgrenze; das betraf 12,8 % der unter 18-Jährigen und keinen der über 65-Jährigen.

### Census 2010
Nach der Volkszählung von 2010 gab es in Reardan 571 Einwohner, 240 Haushalte und 160 Familien. Die Bevölkerungsdichte betrug 449,9 pro km². Es gab 255 Wohneinheiten bei einer mittleren Dichte von 200,9/ km².
Die Bevölkerung bestand zu 92,5 % aus Weißen, zu 0,5 % aus Afroamerikanern, zu 4,7 % aus Indianern, zu 0,4 % aus Asiaten, und zu 1,9 % aus zwei oder mehr „Rassen“. Hispanics oder Latinos „jeglicher Rasse“ bildeten 2,5 % der Bevölkerung.
Von den 240 Haushalten beherbergten 30 % Kinder unter 18 Jahren, 49,6 % wurden von zusammen lebenden verheirateten Paaren, 13,8 % von alleinerziehenden Müttern und 3,3 % von alleinstehenden Vätern geführt; 33,3 % waren Nicht-Familien. 29,2 % der Haushalte waren Singles und 10,9 % waren alleinstehende über 65-jährige Personen. Die durchschnittliche Haushaltsgröße betrug 2,38 und die durchschnittliche Familiengröße 2,88 Personen.
Der Median des Alters in der Stadt betrug 43,2 Jahre. 24,7 % der Einwohner waren unter 18, 5,5 % zwischen 18 und 24, 21,6 % zwischen 25 und 44, 32,6 % zwischen 45 und 64 und 15,8 65 Jahre oder älter. Von den Einwohnern waren 47,3 % Männer und 52,7 % Frauen.

## Berühmtheiten
Der berühmte indigene US-amerikanische Schriftsteller Sherman Alexie besuchte die Reardan High School, die in einigen seiner Erzählungen sowie in seinem 2007 veröffentlichten Roman für junge Erwachsene The Absolutely True Diary of a Part-Time Indian (dt. „Das absolut wahre Tagebuch eines Teilzeit-Indianers“, ISBN 978-3-423-24742-9) dargestellt wird.
Joe E. Mann wurde am 8. Juli 1922 in Reardan geboren und fiel am 19. September 1944 in Best (Niederlande); er war Träger der Medal of Honor im Zweiten Weltkrieg. Er diente als Private First Class (PFC) im 502nd Parachute Infantry Regiment der 101st Airborne Division.
Nach Colfax und Ritzville ist der Ort einer von Washingtons berüchtigtsten Radarfallen.

## Bildung
Reardan liegt im Reardan-Edwall School District.